# Требава (гора)
Требава (серб. Требава) — гора в Боснии и Герцеговине на территории Республике Сербской, в общине Модрича. Её высота составляет 692 метра над уровнем моря. Гора находится на соприкосновении Динарских гор и Паноннской равнины. По ней стекают многочисленные горные ручьи, а из её недр бьют многочисленные источники. В Средневековье на южных склонах Требавы добывалась руда.